# 1. deild Wysp Owczych (1983)
W roku 1983 odbyła się 41. edycja 1.deild (dziś, od 2012 roku zwanej Effodeildin), czyli pierwszej ligi piłki nożnej archipelagu Wysp Owczych. Tytułu mistrza kraju bronił zespół HB Tórshavn ze stolicy archipelagu, jednak nie utrzymał on po raz drugi tej pozycji, a jego miejsce na zajął GÍ Gøta, po raz pierwszy w swej historii.
Obecnie w rozgrywkach pierwszej ligi Wysp Owczych bierze udział 10 zespołów, jednak nie zawsze tak było. W 1983 grało ich osiem. Sytuacja ta utrzymywała się od rozgrywek w 1979, kiedy liczbę grających drużyn zwiększono o jeden. Działo się tak przez stale wzrastającą liczbę farerskich drużyn. Możliwość spadku do niższego poziomu rozgrywek pojawiła się w 1976, tym razem do 2.deild (dziś 1.deild) trafił klub MB Miðvágur, który dopiero awansował właśnie z drugiej ligi.
Dużym zaskoczeniem tego sezonu był nagły spadek poziomu gry zawodników klubu TB Tvøroyri. Z górnych pozycji w lidze (od 1976 ani razu nie spadli poniżej drugiego miejsca) zajęli tym razem siódmą, przedostatnią pozycję w tabeli.
Wybrano wtedy dwóch królów strzelców, obaj do bramki trafili po 10 razy. Jednym z nich był Hansen z B68 Toftir, a drugim Hans Leo í Bartalsstovu ze zwycięskiego GÍ Gøta.
Za zwycięstwo w tych rozgrywkach przyznawano jeszcze dwa punkty, a nie trzy, jak to ma obecnie miejsce.

## Uczestnicy
| Uczestnicy 1. deild 1982                                                                                      | Uczestnicy 1. deild 1982 | Uczestnicy 1. deild 1982 | Uczestnicy 1. deild 1982 |
| --- | ------------------------ | ------------------------ | ------------------------ |
| HB | HB Tórshavn              | 1                        |                          |
| TB | TB Tvøroyri              | 2                        |                          |
| KÍ | KÍ Klaksvík              | 3                        |                          |
| GÍ | GÍ Gøta                  | 4                        |                          |
| B36 | B36 Tórshavn             | 5                        |                          |
| LÍF | LÍF Leirvík              | 6                        |                          |
| B68 | B68 Toftir               | 7                        |                          |
| Awans z 2. deild 1982                                                                                         |                          |                          |                          |
| MB | MB Miðvágur              | 1                        |                          |
| Oznaczenia: - kolumna pierwsza – skróty nazw drużyn, - kolumna trzecia – miejsce zajęte w poprzednim sezonie. |                          |                          |                          |

## Rozgrywki

### Tabela ligowa
| Lp. | Drużyna         | M  | Z | R | P | Bramki | Bramki | Różn. | Pkt | Uwagi              |
| --- | --------------- | -- | - | - | - | ------ | ------ | ----- | --- | ------------------ |
| 1   | GÍ Gøta (M)     | 14 | 9 | 1 | 4 | 31     | 18     | +13   | 19  |                    |
| 2   | HB Tórshavn     | 14 | 8 | 2 | 4 | 23     | 12     | +11   | 18  |                    |
| 3   | KÍ Klaksvík     | 14 | 7 | 4 | 3 | 29     | 21     | +8    | 18  |                    |
| 4   | B68 Toftir      | 14 | 5 | 4 | 5 | 19     | 19     | 0     | 14  |                    |
| 5   | TB Tvøroyri     | 14 | 6 | 0 | 8 | 23     | 21     | +2    | 12  |                    |
| 6   | LÍF Leirvík     | 14 | 4 | 3 | 7 | 16     | 22     | −6    | 11  |                    |
| 7   | B36 Tórshavn    | 14 | 4 | 3 | 7 | 17     | 27     | −10   | 11  |                    |
| 8   | MB Miðvágur (S) | 14 | 3 | 3 | 8 | 19     | 37     | −18   | 9   | Spadek do 2. deild |

### Wyniki spotkań
| Gospodarz \ Gość | B36 | B68 | GÍ  | HB  | KÍ  | LÍF | MB  | TB  |
| B36 Tórshavn     |     | 2:1 | 2:3 | 1:0 | 1:3 | 3:3 | 0:4 | 3:1 |
| B68 Toftir       | 0:0 |     | 3:1 | 0:1 | 2:2 | 1:0 | 1:1 | 3:1 |
| GÍ Gøta          | 4:1 | 1:1 |     | 2:1 | 5:1 | 0:2 | 3:1 | 1:0 |
| HB Tórshavn      | 2:1 | 3:1 | 0:1 |     | 2:0 | 2:0 | 4:0 | 2:0 |
| KÍ Klaksvík      | 1:2 | 3:1 | 4:2 | 0:0 |     | 1:1 | 4:4 | 2:0 |
| LÍF Leirvík      | 2:0 | 3:1 | 0:1 | 1:1 | 1:2 |     | 2:1 | 0:3 |
| MB Miðvágur      | 0:0 | 1:3 | 0:6 | 3:0 | 0:5 | 3:1 |     | 0:3 |
| TB Tvøroyri      | 3:1 | 0:1 | 2:1 | 2:5 | 0:1 | 3:0 | 5:1 |     |

Aktualne na 16 sierpnia 2012. Źródło: FaroeSoccer.com
Objaśnienia:
1Drużyna gospodarzy jest wymieniona po lewej stronie tabeli.
Kolory: zielony – zwycięstwo gospodarzy, żółty – remis, różowy – zwycięstwo gości.